# Attila Savolt
Attila Savolt, né le 5 février 1976 à Budapest, un joueur de tennis professionnel hongrois.
Son meilleur classement est une 68e place, atteinte en mai 2002. Il a atteint à deux reprises le troisième tour des Internationaux de France de tennis en 2000 et 2003, seulement battu par Lleyton Hewitt et Guillermo Coria. Il est aussi quart de finaliste à Casablanca et Umag en 2001, Casablanca et Gstaad en 2002 et demi-finaliste à Sopot en 2002, où il bat le 14e mondial Jiri Novak.
Il est membre de l'Équipe de Hongrie de Coupe Davis avec laquelle il a participé à 13 rencontres entre 1996 et 2002.

## Palmarès

### Finale en double messieurs
| No | Date       | Nom et lieu du tournoi | Catégorie   | Dotation  | Surface      | Vainqueurs                | Partenaire     | Score      |  |
| -- | ---------- | ---------------------- | ----------- | --------- | ------------ | ------------------------- | -------------- | ---------- |  |
| 1  | 23-07-2001 | Idea Prokom Open Sopot | Int' Series | 375 000 $ | Terre (ext.) | Paul Hanley Nathan Healey | Irakli Labadze | 7-610, 6-2 |  |

## Parcours dans les tournois duGrand Chelem

### En simple
| Année | Open d'Australie | Open d'Australie | Internationaux de France | Internationaux de France | Wimbledon       | Wimbledon   | US Open         | US Open        |
| ----- | ---------------- | ---------------- | ------------------------ | ------------------------ | --------------- | ----------- | --------------- | -------------- |
| 2000  | —                | —                | 3e tour (1/16)           | Lleyton Hewitt           | —               | —           | 1er tour (1/64) | Cyril Saulnier |
| 2001  | —                | —                | —                        | —                        | —               | —           | —               | —              |
| 2002  | 2e tour (1/32)   | Roger Federer    | 1er tour (1/64)          | Olivier Rochus           | 1er tour (1/64) | Barry Cowan | 1er tour (1/64) | Max Mirnyi     |
| 2003  | 1er tour (1/64)  | Peter Luczak     | 3e tour (1/16)           | Guillermo Coria          | —               | —           | —               | —              |

N.B. : à droite du résultat se trouve le nom de l'ultime adversaire.

### En double
| Année | Open d'Australie             | Open d'Australie        | Internationaux de France | Internationaux de France | Wimbledon | Wimbledon | US Open | US Open |
| ----- | ---------------------------- | ----------------------- | ------------------------ | ------------------------ | --------- | --------- | ------- | ------- |
| 1999  | 1er tour (1/32) G. Köves     | T. Kempers J. Siemerink | —                        | —                        | —         | —         | —       | —       |
| 2002  | 1er tour (1/32) D. Golovanov | Gastón Etlis M. Hood    | —                        | —                        | —         | —         | —       | —       |

N.B. : à droite du résultat se trouve le nom de l'ultime adversaire.